# 漢斯·費汀
漢斯·費汀（Hans Fitting，1906年11月13日—1938年6月15日），生於門興格拉德巴赫，死於加里寧格勒，是一位專門研究群論的數學家。他證明了費汀定理和費汀引理，且定義了有限群理中的費汀子群及李代數中的費汀分解。

## 外部連結
- 數學譜系計劃中的漢斯．費汀 （页面存档备份，存于）
- 傳記 (德文)